# Klaudijus Kašinskis
Klaudijus Kašinskis (* 1984) ist ein litauischer Badmintonspieler.

## Leben
Nach dem Abitur 2003 am Jonas-Basanavičius-Gymnasium in Šilainiai absolvierte er von 2003 bis 2009 das Bachelor- und Masterstudium (International Trade and Economics) an der Technischen Universität in Kaunas. Kašinskis lebt in Parlin, New Jersey. Er leitet als CEO das Unternehmen BET Elements LLC in Piscataway Township seit April 2015.

## Sportliche Erfolge und Karriere
Klaudijus Kašinskis wurde 2001 und 2003 litauischer Juniorenmeister. 2004 siegte er erstmals bei den Erwachsenen. Sechs weitere Titel folgten bis 2010.
| Saison | Veranstaltung                    | Disziplin    | Platz | Name                                    |
| ------ | -------------------------------- | ------------ | ----- | --------------------------------------- |
| 2001   | Litauen: Juniorenmeisterschaften | Herrendoppel | 1     | Kęstutis Navickas / Klaudijus Kašinskis |
| 2003   | Litauen: Juniorenmeisterschaften | Herrendoppel | 1     | Kęstutis Navickas / Klaudijus Kašinskis |
| 2004   | Litauen: Einzelmeisterschaften   | Herrendoppel | 1     | Kęstutis Navickas / Klaudijus Kašinskis |
| 2005   | Litauen: Einzelmeisterschaften   | Herrendoppel | 1     | Kęstutis Navickas / Klaudijus Kašinskis |
| 2006   | Litauen: Einzelmeisterschaften   | Herrendoppel | 1     | Deividas Butkus / Klaudijus Kašinskis   |
| 2007   | Litauen: Einzelmeisterschaften   | Herrendoppel | 1     | Kęstutis Navickas / Klaudijus Kašinskis |
| 2008   | Litauen: Einzelmeisterschaften   | Herrendoppel | 1     | Kęstutis Navickas / Klaudijus Kašinskis |
| 2009   | Litauen: Einzelmeisterschaften   | Herrendoppel | 1     | Kęstutis Navickas / Klaudijus Kašinskis |
| 2010   | Litauen: Einzelmeisterschaften   | Herrendoppel | 1     | Kęstutis Navickas / Klaudijus Kašinskis |